# Italienische Mafia in Deutschland
Die italienische Mafia in Deutschland besteht hauptsächlich aus Mitgliedern der großen Organisationen der italienischen Mafia – der Cosa Nostra, der Camorra und der nach wie vor dominierenden ’Ndrangheta. Deutschland ist seit den 1970er Jahren Ziel stetig zunehmender krimineller Betätigungen, besonders im Kokainhandel (50 Milliarden Euro Umsatz) und der Geldwäsche (100 Milliarden Euro). Bei den Investitionen in die „weiße Wirtschaft“ ist der Immobiliensektor mit 30 Milliarden Euro (2017) von besonderer Bedeutung. Erst 2017 wurde die Gesetzeslage angepasst, die staatlichen, gesetzlichen und polizeilichen Maßnahmen gelten jedoch weiterhin als völlig unzureichend. Kritiker konstatieren, der politische Wille fehle. Auch 2024 werde „weggesehen,“ Deutschland übe weiterhin eine Sogwirkung aus und sei auch 2024 der Schwerpunkt der wachsenden Präsenz und Investitionstätigkeit der weltweit agierenden italienischen Mafia, deren einzige Führungsstruktur außerhalb Italiens in Deutschland liegt (Crimine di Germania). Wer die neue Mafia verstehen wolle, müsse nach Deutschland kommen, äußerte bereits Rosario Livatino.
Von besonderer Bedeutung für die Mafia in Deutschland ist dabei Baden-Württemberg, außerdem Bayern (Schwaben), Hessen, Thüringen und Nordrhein-Westfalen.

## Deutschland als „Mafia-Paradies“
Deutschland erscheint in einer Vielzahl von Recherchen und Berichten als „Mafia- bzw. Geldwäscheparadies“ der Mafia. Roberto Saviano bezeichnete Deutschland 2016 als „Eldorado für Mafiosi“. Der italienische Staatsanwalt Nicola Gratteri bezeichnete Deutschland 2021 als „das zweite Zuhause“ der kalabrischen Mafia. Nirgendwo habe sie mehr Mitglieder als hier. Deutschland sei „die Waschmaschine Europas“, so Marcel Emmerich 2024. Überproportional vertreten ist sie in Baden-Württemberg. Vor allem in Stuttgart habe die ‘ndrangheta weitreichende Strukturen aufgebaut und sei „engmaschig mit der italienischen Community wie auch mit Wirtschaft, Politik, Kultur und Sport vernetzt,“ so Mafianeindanke.
Da das Problem in Deutschland ignoriert werde, könne sich die Mafia auch nach den Mafiamorden von Duisburg ungestört verbreiten und ihrer Tätigkeit nachgehen, so die Deutsche Welle 2014. Auch 2022 zeige sich der rote Faden des Wegsehens. Es fehle an Gesetzgebung, außerdem würden entsprechende Stellen bei der Polizei abgebaut. Die hohe Präsenz der italienischen Mafia in Berlin wird nach der Darstellung Axel Liers (Berliner Zeitung 2018) unterschätzt, Grund sei unter anderem das Fehlen einer Ermittlergruppe. Berlin sei nach Auskunft eines BKA-Ermittlers ein „Investitionsort und Rückzugsgebiet“, in dem alle wichtigen Mafia-Familien Verbrechen im Bereich der Wirtschaftskriminalität begingen.
Über Firmen und Unternehmen würden die „Statthalter“ sogar versuchen, von der kommunalen bis zur europäischen Ebene an öffentliche Aufträge zu kommen. Hans Leyendecker stellte 2018 in der Süddeutschen Zeitung fest, die italienische Mafia habe schon „vor Jahrzehnten“ in Deutschland ihre „Dependancen“ aufgebaut und verfüge über fest verwurzelte Strukturen.
Deutschland hatte 2018 so große Bedeutung für die italienische Mafia insgesamt, dass die Einschätzung vertreten wurde, „Clans ohne ein starkes Deutschland-Geschäft (können) ins Hintertreffen geraten“.

## Ursprung, Entwicklung und Schwerpunkte
Die italienische Mafia fing in den 1970er Jahren an, sich in Deutschland festzusetzen, zunächst die Cosa Nostra, in den 80ern folgte die Camorra. Die seit den 50er Jahren ansässigen italienischen Gastarbeiter dienten als „Andockstationen“.
Seit 2007 gilt Deutschland der ’Ndrangheta auch nach den Mafiamorden von Duisburg als „Provincia“ mit einem besonderen Kontrollgremium, Crimine. In einem abgehörten Telefongespräch äußerte der Ndranhgheta-Pate Vincenzo Farao noch 2014: "In Germania possiamo fare tutto. (…) La Germania è una lavanderia” ("In Deutschland können wir alles machen – Deutschland ist eine Wäscherei").
2008 erstellte das Bundeskriminalamt (BKA) einen Bericht über 230 Clans und 900 Personen der ’Ndrangheta in Deutschland.
Von 2008 bis 2017 vervierfachte sich nach Angaben des Spiegel die Zahl der Mafiosi in Deutschland. Die Sicherheitsbehörden hätten im Jahr 2008 136 Mitglieder gezählt, im Juni 2017 562 Mitglieder. Die Dunkelziffer liege vermutlich weitaus höher.
Neben den Großstädten waren 2012 auch Regionen wie Schwaben Schwerpunkte der Mafia.
2015 lebten in Baden-Württemberg rund 150 Personen, die der IOK angehörten, ein Drittel aller in Deutschland bekannten Mitglieder.
2016 zählte das BKA in Deutschland 543 italienische Mafia-Angehörige, 308 von der ’Ndrangheta,123 von der Cosa Nostra, 95 von der Camorra und Stidda und 17 Mitglieder der Apulischen Mafia. Hochburgen seien Bayern, Baden-Württemberg, Nordrhein-Westfalen und Hessen.
2017 werden Mannheim, Stuttgart und das Bodenseegebiet von Wolfgang Rahm als Kriminalhauptkommissar des LKA Stuttgart hervorgehoben. Dem BKA sind 585 Personen bundesweit bekannt.
2018 waren dem Bundeskriminalamt etwa 570 in Deutschland lebende Mafia-Mitglieder bekannt, davon 350 aus der ’Ndrangheta. Mit den Helfern wurde die Zahl der Personen, die der Mafia verbunden sind, auf etwa 5.000 geschätzt.
2021 waren 770 Mitglieder der italienischen Mafia polizeilich bekannt, 505 aus der ’Ndrangheta, die vor allem in Nordrhein-Westfalen, Bayern und Hessen vertreten ist, 109 aus der Cosa Nostra, 30 aus der Stidda, 101 aus der Camorra und 16 apulischen Gruppen. Dies war eine Steigerung um 220 im Vergleich zu 2016, aufgrund von verstärkten deutschen Ermittlungsverfahren oder Mitteilungen italienischer Ermittler.
2022 wurde Baden-Württemberg aufgrund seiner geografischen Lage als ein Rückzugsgebiet benannt, besonders der 'Ndrangheta, und zwar am Bodensee, im Rhein-Neckar-Raum und rund um Stuttgart, der „Pista Stoccardese“. Nach Petra Reski sind Städte wie Erfurt und Leipzig „in der Hand der ‘Ndrangheta“. In der Antwort auf eine Anfrage der Fraktion Die Grünen wurden folgende Zahlen ermittelt: Von 1.003 Mafia-Mitgliedern in Deutschland gehören dem Bericht zufolge 519 zur 'Ndrangheta, 134 zur Cosa Nostra, 118 zur Camorra, 33 der Stidda, 37 apulischen Gruppen. Es gebe ein Plus zum Vorjahr von 87 Personen. Tätigkeitsgebiete seien vor allem Gastronomie, Lebensmittelhandel, Kfz-Gewerbe, Delikte vor allem Drogenkriminalität, Geldwäsche und Steuerbetrug. Die Einnahmen betrügen rund 2,3 Millionen Euro, von denen 683.000 Euro sichergestellt worden seien.
Bayern ist laut Ermittlern ein beliebtes Durchgangsland für Drogenkuriere. Kempten oder Traunstein sind wegen ihrer Lage in der Nähe der Grenze interessant, da die Grenze sich leicht beobachten lasse.

## Organisation
Die deutsche Camera di Controllo, Crimine di Germania genannt, ist ein in Europa einzigartiges Kontrollgremium aus 9 gewählten Mafiamitgliedern aus ganz Deutschland, dem die wichtigsten Clans angehören. Dieser Verwaltungsrat soll nach den Mafia-Morden von Duisburg gegründet worden sein. Der Sitz soll in Duisburg selbst liegen. Aufgabe dieses Gremiums ist angeblich, für den „geschäftlichen Frieden“, den Ausgleich von Interessen und die Einhaltung der Regeln zu sorgen. Verfeindete Clans, die die Mafia in Deutschland dominieren, vor allem Pelle-Romeo und Nirta-Strangio aus San Luca, schlossen Frieden und widmeten sich gemeinsam der Aufgabe, das Image der Mafia zu verbessern. Unterhalb der Camera liegen die locali, die örtlichen und regionalen Gruppen, von denen die in Erfurt mit 70 Mitgliedern die größte ist (Locale di Erfurt/Erfurter Gruppe). 2017 wurde angenommen, dass es zwischen 18 und 20 solcher Locali gebe, die wiederum aus einzelnen Familien ('Ndrina) bestehen. Dies ergibt sich aus der Antwort der Bundesregierung auf eine Anfrage der Grünen-Bundestagsabgeordneten, Kriminologin und Polizeibeamtin Irene Mihalic. Nach MDR/FAZ-Recherchen soll es sie in Bayern, Baden-Württemberg, Hessen, Nordrhein-Westfalen, Saarland und Rheinland-Pfalz und in Bremen geben.
Ein Crimine außerhalb Italiens kann nach Recherchen von Margherita Bettoni, Axel Hemmerling und Ludwig Kendzia (MDR) nur mit Billigung des italienischen Crimine di Polsi gebildet werden und untersteht weitgehend dessen Direktiven.

## Bundesländer

### Bayern
Das Landesamt für Verfassungsschutz gab 2023 an, etwa 80 Personen der 'Ndrangheta lebten in Bayern, die Dunkelziffer sei jedoch hoch. Joachim Herrmann rechnete mit etwa 100 Mafiosi, die Restaurants besitzen, Clan-Mitglieder aufnehmen oder Geldwäsche betreiben. Andere Bereiche seien Immobilien, Bauwirtschaft und Prostitution, Kokainhandel, besonders in München.

## Betätigungsfelder
Betätigungsfelder der italienischen Mafia sind laut BDK Rauschgift- und Waffenhandel, verstärkt auch Bauwesen, Bankbereich und Glücksspiel. Dazu kommen Lebensmittelgroßhandel, Betriebe der Gastronomie, der Hotelbereich und das KfZ-Gewerbe. Darüber hinaus betätigt sich die italienische Mafia in Menschenhandel und Prostitution, Schutzgelderpressung, Bestechung und illegaler Müllentsorgung. Nach Angabe der Bundesregierung 2017 war die Camorra in den Bereichen Rauschgiftkriminalität, Gewaltkriminalität, Betrugskriminalität, Eigentumskriminalität und Fälschungskriminalität in Deutschland tätig, darunter Geldfälschung. Bei der Geldwäsche in Deutschland landen die Gewinne der italienischen Mafia laut einem BKA-Ermittler „in unzähligen legalen Geschäftsfeldern“, darunter Immobilien, Gastronomie, Baugewerbe, Weinvermarktung und Herstellung und Vertrieb von Milchprodukten.

### Geldwäsche
Als Hauptursache für die Beliebtheit Deutschlands bei der Mafia wird die Einfachheit der Geldwäsche betrachtet. Bis 2021 galt die Geldwäsche in Deutschland als relativ einfach. Der Kronzeuge des Mafia-Prozesses in Mainz schwärmte 2020 geradezu von den perfekten Bedingungen, die Kriminelle in Europas größter Wirtschaftsnation vorfänden.

„Egal, ob das Geld aus Menschenhandel, Steuerhinterziehung oder Drogenhandel kommt: Um es rein zu waschen, nutzen Kriminelle gezielt den Standort Deutschland. Sie kaufen teure Luxusgüter oder Immobilien mit schmutzigem Bargeld ein und verkaufen sie anschließend wieder. So führen sie milliardenschwere Summen wieder dem regulären Wirtschaftskreislauf zu.“

Der Umfang der Geldwäsche der italienischen Mafia in Deutschland wurde 2019 auf 108,8 Milliarden Euro jährlich geschätzt, 2022 auf über 100 Milliarden.
Dabei wird in der Regel das Bargeld als Grund genannt, da man fast alles mit Bargeld ohne Obergrenze kaufen könne, also die Herkunft seines Geldes nicht oder erst ab 10.000 Euro nachweisen müsse. Im Gegensatz dazu weist Transparency international Deutschland darauf hin, dass das Bargeld nicht der Hauptfaktor sei. Um die Geldwäschebekämpfung effektiv zu gestalten, müssten Eigentümerstrukturen auf dem Immobilienmarkt in Relation zu Umsätzen in bargeldintensiven Branchen oder zum Bankkontenregister analysiert werden. Vor allem aber sei die Geldwäscheaufsicht im Nicht-Finanzsektor zu stärken, die Anonymität für Briefkastengesellschaften und Geschäfte auf dem Finanzmarkt müsse abgeschafft werden und durch ein funktionsfähiges und digital zugängliches „Transparenz- und Immobilienregister“ ersetzt werden.

#### Verdeckte Finanztransaktionen
Nach Transparency International ist Bargeld ein vergleichsweise geringes Problem bei der Begünstigung der Geldwäsche, da der materielle Geldaustausch physisch begrenzt ist. Bei den großen Summen der Geldwäsche spielen andere Finanztransaktionen eine entscheidende Rolle, die nichts mit Bargeld zu tun haben. Anonyme Briefkastenfirmen und illegale Transfers über Bankkonten spielen trotz Geldwäsche-Compliance und automatischem Informationsaustausch nach wie vor mit Abstand die größte Rolle für die Geldwäsche.

„Sowohl große internationale Banken als auch kleine für die Geldwäsche „gekaperte“ Banken erfüllen nur gelegentlich ihre Türsteherfunktion. Nach 30 Jahren Geldwäschegesetz und trotz Transparenzregister bleiben die Eigentümer von schätzungsweise jeder zehnten Wohnung in Berlin anonym. Einige deutsche Banken – genauso wie ihre internationalen Wettbewerber – führen in Deutschland und über ihre Auslandstöchter weiterhin tausende anonyme Bankkunden und Konten. Und bei lukrativen Geschäften versagen die Compliance-Maßnahmen trotz aller Beteuerungen regelmäßig“

Der Journalist und Mafia-Experte Sandro Mattioli berichtet über mutmaßliche Mafiosi aus Deutschland, die einen Funktionär der Deutschen Bank angeworben hätten und Transfers von Millionen Euro organisiert hätten, auch unter Zuhilfenahme von Hackern. Er berichtet auch über das italienische Ermittlungsverfahren Glicine Acheronte, das unter Mitarbeit des Bundeskriminalamts Hinweise darauf erbracht habe, dass die 'ndrangheta eine eigene operative Bank in Deutschland betreibe.

### Immobilien
Nach Schätzungen wurden allein 2017 über 30 Milliarden Euro an Mafiageldern in Deutschland in Immobilien investiert. Dabei spielen Briefkastenfirmen eine große Rolle. Diese Transaktionen werden durch die bestehenden Institutionen nicht effektiv erfasst, weiterverfolgt und bekämpft. Trautvetter: 
Nach 30 Jahren Geldwäschegesetz und trotz Transparenzregister bleiben die Eigentümer von schätzungsweise jeder zehnten Wohnung in Berlin anonym. Einige deutsche Banken – genauso wie ihre internationalen Wettbewerber – führen in Deutschland und über ihre Auslandstöchter weiterhin tausende anonyme Bankkunden und Konten.
Von Ostdeutschland wisse man, so PlanetWissen, dass die Mafia nach der Wende ganze Straßenzüge und Gewerbegebiete mit kriminellem Geld gekauft habe. „Heute werfen sie legale Mieten und Einnahmen ab“. Das Europol sieht die Organisierte Kriminalität als Mitursache für steigende Wohnungspreise, bei denen Normalbürger nicht mithalten können.
Transparency schätzte 2018, dass 15 bis 30 Prozent aller kriminellen Gelder inzwischen in Immobilien investiert werden.

### Bauindustrie
Laut italienischer Staatsanwaltschaft waren beispielsweise am Bau von „Stuttgart 21“ viele Sizilianer und Kalabresen beteiligt.

### Agrarprodukte
Zur Agromafia zählen nach Darstellung der FAZ alle illegale Aktivitäten in gewerblichen Strukturen in der Landwirtschaft. Dazu gehören Subventionsbetrug, Schwarzarbeit, die Ausbeutung von Landarbeitern, Produktfälschungen bis hin zu Schutzgelderpressung. Außerdem gehört dazu der Produktionsprozess landwirtschaftlicher Erzeugnisse wie etwa Büffelmozzarella, dessen Produktion und Verfälschung durch Zugabe von Kuhmilch vor allem von den Casalesi kontrolliert wird, ein Unterclan der Camorra. Auffällig ist die Produktverfälschung auch im Bereich des Olivenöls.

„… 2018 erwirtschaftet die Agromafia mehr als 24,5 Milliarden Euro im Jahr. Die Tendenz sei steigend, sagen Experten wie der Buchautor Oliver Meiler. Allein die Fälschung von Olivenöl bringe der Mafia jährlich einen zweistelligen Millionenbetrag ein.“

Oliver Meiler stellt in seinem Buch Agromafia: Wie Ndrangheta & Co. die italienische Lebensmittelproduktion beherrschen – und was auf unsere Teller kommt (2012) dar, dass die Mafia den Konsumenten in der Lebensmittelproduktion so nahegekommen und in die legale und saubere Wirtschaft so weit vorgedrungen sei wie nie zuvor. „Sie kommt bis auf den Teller, und das ist schon sehr besorgniserregend.“ Die Mafia könne in allen italienischen Agrarprodukten dabei sein, sie habe sich „in die gesamten Produktions- und Lieferketten im Lebensmittelbereich gefressen.“

### Müll
Auch das Geschäft mit der Abfallentsorgung floriert. Schon 2008 wurden nach Angaben des Bundeskriminalamts giftige Abfälle von Deutschland nach Africo Nuovo, im Süden Italiens an der Mittelmeerküste, gebracht. Abfälle werden zum Teil in alte Autos geladen oder mit Schiffen versenkt. 2016 und 2017 war der Hafen von Gioia Tauro das Drehkreuz im internationalen Müllgeschäfts mit der „Entsorgung“ von 60.000 Tonnen Müll. In Caivano wird Müll aus ganz Europa vergraben oder verbrannt. Geschäfte werden auch im Emissionshandel und Tierhandel erzielt.

### Gastronomie
Restaurants sind nicht nur als Investitionsobjekte zum Transfer von Schwarzgeld in die Weiße Wirtschaft beliebt, sondern auch als Geldwaschanlagen zur Umdeklaration anderer Einnahmen. In der Zeit der COVID-19-Pandemie wurden Geschäfte aufgekauft, die in finanzielle Schwierigkeiten geraten waren.
Restaurants erwirtschaften ihren gemeldeten Umsatz oft nicht durch Pizzaverkauf, sondern durch Verbuchung anderer Einnahmen in der gastronomischen Buchhaltung.

„Was die Gäste nicht im Lokal lassen, kommt aus einer anderen Quelle… Illegale Müllentsorgung, Erpressung, Drogen- oder Waffenhandel. Sobald das Geld in die Bücher des Restaurants übertragen wird, macht es sowieso keinen Unterschied mehr.“

Restaurants und Lebensmittelgeschäfte der Mafia werden auch zum Umsatzsteuerbetrug benutzt.
Die Pizzerien zahlen kaum wie in Italien Schutzgeld. In Deutschland müssen Gastronomen Waren oder Geräte bei einem Mafia-Händler zu überhöhten Preisen abnehmen.

### Drogen
Im Rauschgifthandel steht der Handel mit Kokain an erster Stelle und wird monopolisiert. Dabei wird der gesamte Handel in Europa kontrolliert. Die Süddeutsche Zeitung schrieb im Jahr 2018: „Da die ’Ndrangheta Beziehungen zu den südamerikanischen Clans hat und sich immer wendig anpasst an die neuen Machtverhältnisse vor Ort, kauft sie das Kokain so billig ein wie keine andere Mafia der Welt.“ Der Gewinn sei entsprechend groß.

## Umsatz und Investitionen
In ihrer Antwort auf die Anfrage der Grünen 2017 äußerte die Bundesregierung, Angaben zu Umsätzen würden „nicht erhoben“. Eine seriöse Schätzung zur Gesamtheit der Umsätze sei „aufgrund fehlender Parameter“ nicht möglich, ebenso wenig eine seriöse Schätzung zum Immobilienvermögen.
Kai Bussmann kam 2016 zu dem Ergebnis, konservativ geschätzt, würden jährlich etwa 100 Milliarden Euro aus Verbrechen in der Bundesrepublik angelegt.
2017 wurden die Investitionen der italienischen Mafia in Immobilien auf 30 Milliarden Euro geschätzt.
2021 kam eine Dunkelfeldstudie auf 100 Milliarden Euro Jahresumsatz durch Geldwäsche.
2021 bezifferte RTL-Experte Michael Ortmann den Jahresumsatz allein der ’Ndrangheta in Deutschland auf 54 Milliarden Euro.
2023 wurde der Umsatz auf 100 Milliarden Euro Geldwäsche in Deutschland geschätzt.

## Kooperation mit anderen Mafiaorganisationen
Dass armenische und italienischen Mafia zusammenarbeiten, wurde in Thüringen von Fahndern festgestellt. Mutmaßliche armenische Mafia-Mitglieder hatten in Erfurt ein italienisches Restaurant übernommen, das der ’Ndrangheta-Zelle gehört haben soll.

## Ursachen

### Soziale Integration und Vernetzung
Die Gefährlichkeit der Mafia wird besonders darin gesehen, dass sie „nahezu unbemerkt immer tiefer in unser Leben eindringt und die Wirtschaft schädigt“ (Sabine Vogt, BKA). Als Hauptfaktor des Erfolges der Mafia gilt ihre Unauffälligkeit, Anpassungsfähigkeit und Integration in die soziale Umwelt wie das Wirtschaftsleben und sogar staatliche Institutionen. Diese Mischung aus Camouflage, Unterwanderung und echter Integration schließt absolutes Stillschweigen (Omertà) ein und ist mit politischem, kirchlichem und gesellschaftlichen Engagement vereinbar. Am geschütztesten vollzieht sich die Korruption auch hier unter dem Deckmantel seriöser Bürgerlichkeit. Zur Unauffälligkeit gehört, dass physische Gewaltakte in der Öffentlichkeit möglichst vermieden oder verschleiert werden, da gerade durch Polizeiaktionen und Gerichtsprozesse die Arbeitsruhe am empfindlichsten gestört wird. In Stuttgart war der Ministerpräsident Baden-Württembergs, ohne es zu wissen, Stammgast im Restaurant eines befreundeten Mafiapaten, der regelmäßig auch der Fraktion „kalabrische Abende“ ausrichtete. Noch 2022 wurde festgestellt, die Mafia spinne ihr Netz in Deutschland heutzutage wie in großen Teilen Italiens. Sie schaffe es, "vermehrt unter dem Deckmantel vermeintlich seriöser Geschäftspersonen" Beziehungen zu Politik und Wirtschaft aufzubauen.
Sie sind bestens integriert: Das beginnt bei den deutschen Ehefrauen, reicht über Bankdirektoren und Geschäftspartner ihrer Betriebe und endet bei ihren Steuerberatern und Anwälten. Das ist der Humus, den die Clans zum Leben brauchen. Und selbstverständlich pflegen sie beste Kontakte zu Unternehmern, Beamten und Politikern auf allen Ebenen. - PETRA RESKI

### Verharmlosung
Die Mafia wurde in Deutschland lange Zeit meist „folkloristisch“ verharmlost. Die Morde in Duisburg 2007 wurden noch als inneritalienische Auseinandersetzung eines „Dorfclans“ wahrgenommen. Sie sorgten für eine gewisse Aufregung, die aber nach einigen Jahren wieder vergessen war. Petra Reski schrieb 2015, der Umgang mit der Mafia in Deutschland sei von Verdrängung geprägt und „eigentlich ein Fall für den Psychotherapeuten“, da alle Beteiligten in Deutschland – Unternehmer, Politiker, Richter und Journalisten – die offen zutage liegenden Sachverhalte ignorierten. Öffentliches Desinteresse bietet den „idealen Nährboden für die Ausbreitung mafiöser Verflechtungen“.

„Apathie tötet, und der Sieg über das organisierte Verbrechen nimmt seinen Anfang immer im Bewusstsein der Menschen. Das aber muss in Deutschland noch deutlich geschärft werden“

Eine in Deutschland aktive Mafia, so die Deutsche Welle 2014, hätte lange Zeit als undenkbar gegolten, Deutschland sei nur als „Ruhe- und Rückzugsraum der italienischen Mafia“ betrachtet worden. Für Experten sei jedoch mittlerweile klar, „dass die verschiedenen Mafia-Gruppierungen bei uns äußerst aktiv ihren Geschäften nachgehen, und das fast ungestört“. Gerade die äußere Ruhe und Unauffälligkeit sei die Strategie der Mafia, Deutschland als Ziel ihrer Investitionen zu sichern. Laut der Mafiaexpertin Alessandra Dino aus Palermo glaubte die Mehrheit der Deutschen noch im Jahr 2017, beim Thema Mafia gehe es um Schutzgeld und die Pizzeria um die Ecke, es betreffe den Normalbürger nicht. 2021 äußerte Sandro Mattioli, die Mafia werde in Deutschland unterschätzt, weil die Vorstellungen von romantisierenden Filmklassikern und Rap-Videos geprägt seien.

### Unterwanderung
Unterwanderung und Verfilzung mit der Politik ist ein bekanntes Element der Mafiastrategie wie der Organisierten Kriminalität insgesamt. Mafiaorganisationen versuchen direkt oder indirekt in bestimmte Gesellschaftskreise, Berufsgruppen und politische Institutionen einzudringen, über personelle Präsenz, Beziehungen oder Beeinflussung. „Profitable Geschäfte macht sie durch ihre Beziehungen in die sogenannten besseren Kreise.“ Deutsche Strohmänner agieren als Eigentümer von Kleinunternehmen, die meist weniger als 500.000 Euro Umsatz und 50.000 Euro Gewinn machen. Nach deutschem Recht sind sie so von der Buchführungspflicht befreit. Eine einfache Einnahmen-Überschuss-Rechnung reicht dem Finanzamt aus.
In Einzelfällen wurde bekannt, dass Polizisten Informationen an Mitglieder der Mafia weitergegeben haben, um diese vor dem Zugriff der Polizei zu schützen. Auch der Fall eines Richters ist bekannt.
Auch bei Notaren und Immobilienmaklern wird vermutet, dass sie „Teil des Problems“ seien, insofern von ihnen nur sehr wenige Hinweise zu möglichen Mafiaverstrickungen kommen. „Von knapp 60 000 Verdachtsmeldungen 2017 stammten nur rund 20 Hinweise von Immobilienmaklern.“
Für Jürgen Roth war schon 1993 die direkte Verbindung zwischen Politik und Organisierter Kriminalität im Bereich der so genannten Regierungskriminalität in den neuen Bundesländern besonders deutlich, aber auch in Vorgängen in Großstädten wie Stuttgart, Hamburg, Berlin, Saarbrücken oder Frankfurt und sogar unauffälligen Kleinstädten wie Melsungen.
Im Falle der Verfolgung der Mafia in Baden-Württemberg wird ein auffällig geringer Verfolgungswille konstatiert, „vielleicht gerade weil die Mafia im Ländle eine starke Präsenz hat.“ Die Frage einer möglichen Mafiaverwicklung in den Bau von „Stuttgart 21“ ist in Deutschland kein Thema. Folgeermittlungen im Fall Lavorato scheinen nach Darstellung der Journalistin Theresa Reinold und von Wolfgang Rahm vom Landeskriminalamt Baden-Württemberg durch baden-württembergische Behörden unterbunden worden zu sein. „Seit Jahren hat man in Stuttgart die Hand über Lavorato gehalten (...) er war per Du mit Oettinger, aber es war nicht nur Oettinger, der die Hand über Lavorato gehalten hat“.

### Fehlende Gesetze
In Italien wurden 1996 strenge Gesetze erlassen, etwa zur Vermögensabschöpfung und Beweislastumkehr. Bei der Vermögensabschöpfung handelt es sich um Beschlagnahme allen Mafia-Besitzes von Grundstücken über Wertgegenstände bis zu Geldanlagen, wenn deren ordnungsgemäßer Erwerb nicht nachgewiesen werden kann. Die Beweislast liegt also beim Verdächtigten. Der Paragraph 416b im italienischen Strafgesetz stellt sogar die indirekte Mitgliedschaft in der Mafia unter Strafe. Diese Gesetze folgen der Maxime, dass die Mafia allein mit den Mitteln des Strafrechts nicht bekämpft werden könne.

„Die Mafia ist ein für alle Mal besiegt, wenn wir der Organisation die Möglichkeit nehmen, sich mit der Politik, mit der Unternehmerwelt und mit der Wirtschaft zu verflechten.“

7.000 Immobilien, Ländereien und Unternehmen im Wert von zweistelligen Milliardensummen wurden in Italien aufgrund der verschärften Gesetze beschlagnahmt. In Deutschland dagegen könnten Mafiosi ohne Vorstrafe völlig ungestört in Deutschland leben und operieren, ihre Güter könnten nicht konfisziert werden, sogar wenn sie einen Mord begingen, so Petra Reski 2016 in der Abendzeitung.
Das deutsche Lieferkettengesetz, das auch zur Kontrolle der Agromafia (2020) dienen soll, wird als lückenhaft eingestuft.
Auch das Verbot anlassloser Ermittlung sei ein Hemmschuh, so Petra Reski.

Eine besondere Schwierigkeit wird darin gesehen, dass die Mitgliedschaft in kriminellen Vereinigungen per se nicht oder kaum bestraft wird, Verurteilungen seien außerdem selten. Trotz der Reform des Artikels 129 StGB durch den Bundestag im Jahre 2017 ist es zwar leichter geworden, Personen anzuklagen, dennoch sei die Zahl der Urteile überschaubar: 2021 neun Menschen, 2020 sechs. Staatsanwaltschaften stellten die Verfahren oft ein. Tagesschau.de:
Der Handel mit fünf Kilo Kokain wird zwar bestraft, aber der Hintergrund – wo kommt das her, wer sind die Drahtzieher, wer sind die Netzwerke – das bleibt unentdeckt, weil Staatsanwaltschaften Verfahren einstellen, weil sie Bedenken haben, dass sie die Beweisführung nicht dicht bekommen.
2023 gelang erstmals die Verurteilung wegen Mitgliedschaft in einer kriminellen Organisation.

### Mangelnde Koordination
Laut Alessandra Dino geschieht in Deutschland noch zu viel Polizeiarbeit auf Länderebene, eine Bundeskoordinationsstelle fehle. Hauptproblem bei der Ermittlung sei die fehlende Möglichkeit eines Lauschangriffs ohne Tatverdacht nur aufgrund der Mitgliedschaft in einer Gruppierung.
Nach Angabe der Bundesregierung wurden von 2007 bis 2017 18 Ermittlungsverfahren im Bereich der organisierten Kriminalität gegen mutmaßliche Mitglieder der Camorra geführt.
Die Geldwäsche-Spezialeinheit des deutschen Zolls war dabei 2018 nach Darstellung des Spiegel selbst „zum Sicherheitsrisiko“ geworden. Die neu gegründete FIU sei mit ihrer Aufgabe vom ersten Moment an überfordert gewesen. „Finanzminister Schäuble hatte zwar versprochen, der Zoll könne die Arbeit besser und schlagkräftiger erledigen als das Bundeskriminalamt, bei dem die Spezialeinheit vorher angesiedelt war. Doch das erwies sich als ebenso dreiste wie falsche Behauptung.“ Teilproblem der Langsamkeit und Ineffizienz der Behörde sei der Datenaustausch per Fax. Die Bedenken im Vorfeld der Auslagerung der Behörde aus dem BKI seien nicht beachtet worden.

### Ineffektive Strafverfolgung
David Schraven von correctiv bezeichnet das deutsche Strafverfolgungssystem als einen „Witz für Mafia-Gruppen“. Die in Deutschland angedrohten Strafen seien lächerlich mild und schreckten nicht ab. „Mit etwas Glück sind sie vielleicht sogar innerhalb von drei Jahren wieder raus. Das Konzept der sozialen Rehabilitation stößt im Umgang mit Berufskriminellen wirklich an seine Grenzen.“
Vermögensstrafen wie in Italien durch Konfiskation des Eigentums von Mafiosi sind in Deutschland kaum möglich. „Selbst wenn Verbrecher entdeckt, überführt und verurteilt werden, dürfen sie ihre Beute fast immer behalten“, so der Spiegel 2016. Die Untätigkeit der Ermittler ist nach Aussage des Spiegel „die Folge der Unwilligkeit politisch Verantwortlicher“. Die Schwachstellen des Rechtsstaats seien seit Jahrzehnten bekannt gewesen.

„Die SPD formulierte bereits 1994 einen Gesetzentwurf zur Abschöpfung illegaler Gelder. Kernstück des Vorhabens war die sogenannte Beweislastumkehr. In diesem Fall müssten Verdächtige belegen, dass sie ihr Vermögen legal erworben haben. Können sie den Beweis nicht erbringen, zieht der Staat das Geld ein. Das Gesetz ist nie verabschiedet worden…“

2017 gab es erneut einen Gesetzentwurf.
2023 gelang erstmals die Verurteilung wegen Mitgliedschaft in einer kriminellen Organisation.

Die Juristen Kilian Wegner, Constantin Ladwig, Till Zimmermann und Mohamad El-Ghazi machten 2024 den Vorschlag zur Einführung eines Gesetzes über das Aufspüren verdächtiger Vermögensgegenstände und über die selbständige Vermögenseinziehung (Vermögenseinziehungsgesetz).
Um zu besseren Ergebnissen zu gelangen, muss der Ermittlungsfokus zukünftig stärker auf präventive Finanzermittlungen gelegt werden, in deren Rahmen von Amts wegen nach verdächtigen Vermögenswerten gefahndet und Verdachtsmomenten bereits unterhalb der Schwelle eines strafrechtlichen Anfangsverdachts nachgegangen wird.

#### Ergebnisse 2007– 2016
5,6 Millionen Euro an Vermögenswerten wurden nach Angaben des Spiegel bei den deutschen Mafiagruppen von 2007 bis 2017 beschlagnahmt, bei einem jährlichen Umsatz von geschätzten 100 Milliarden Euro.

#### Ergebnisse 2017
Für das Jahr 2017 werden in der „Statistik Vermögenssicherung“ insgesamt 11 977 Ermittlungsverfahren mit 13 313 Schuldnern Maßnahmen durchgeführt, bei denen bundesweit 497 Mio. Euro (Durchschnitt der Jahre 2012 bis 2016 417 Mio. Euro) „vorläufig gesichert“ werden konnten.

#### Ergebnisse 2019
Laut staatsanwaltschaftlicher Verfahrensstatistik wurden 2019 Vermögen im Wert von 796 Millionen Euro eingezogen, allerdings einschließlich Ordnungswidrigkeitsverfahren. Laut „Lagebild Organisierte Kriminalität“ betrugen die Sicherstellungen 68 Millionen Euro.

#### Ergebnisse 2022
Mafia-Mitglieder in Deutschland haben 2022 rund 2,3 Millionen Euro verdient. Sichergestellt wurden 683.000 Euro.

### Schleppende Ermittlung
Im Fall Mario Lavorato fiel der politischen Opposition 2019 in Baden-Württemberg besonders die Dauer der Ermittlungen auf. Auch das Vermögen wurde nicht in Betracht gezogen. Auffällig sei auch, dass der Fachmann beim Landeskriminalamt wurde kurz nach L.s Festnahme an eine andere Stelle versetzt worden sei. Die Frage schwinge hier mit, so Manuel Bogner (Die Zeit), ob jemand wollte, dass man bei der italienischen Mafia in Stuttgart nicht so genau hinschaut? Auf das Rechtshilfeersuchen der italienischen Polizei 2016 habe die Staatsanwaltschaft Stuttgart „äußert gemächlich“ reagiert. Erst im April 2017 gab es eine Rückmeldung an die italienische Behörde, im November 2017, wurde die Ermittlungen in Deutschland aufgenommen. Gleichzeitige Ermittlungen in Aalen wurden nicht zusammengeführt. Nach der Festnahme im Rahmen der Operation Stige im Januar 2017, seien die Vermögensverhältnisse unbeachtet geblieben. In Italien wurde Vermögenswerte von rund 50 Millionen Euro, 17 Liegenschaften und 400 Fahrzeuge beschlagnahmt, in Deutschland bis 2022 keine.

### Wachsende Verfolgung in Italien
Mit den zunehmend intensiver und erfolgreicher werdenden Maßnahmen der Bekämpfung der Mafia in Italien nimmt der Zuzug von Mafiosi in Gebiete wie Deutschland zu, die als sicherer gelten, zumal die Zusammenarbeit mit italienischen Ermittlungsbehörden weiter unzureichend ist.

## Bekämpfung der Mafia in Deutschland

### Verein „Mafianeindanke“
Mafianeindanke ist ein Verein, der nach den Mafiamorden von Duisburg gegründet wurde. Seine Mitglieder wollen sich gegen die „Penetration der organisierten Kriminalität in unsere Wirtschaft und Gesellschaft“ engagieren. Damit wollen sie sich nach eigener Darstellung für eine „offene, demokratische Gesellschaft mit fairen Chancen für alle“ einsetzen. Der Verein beabsichtigt hauptsächlich, die Antimafia-Bewegung in Europa zu fördern und stärken, Gesetze europaweit zu harmonisieren, für die Gefahren zu sensibilisieren. Er bietet Beratung an und erinnert an die Opfer.

### Gesetz zur Abschöpfung illegaler Gelder
Die SPD entwarf 1994 einen Entwurf zu einem Gesetz zur Abschöpfung illegaler Gelder. Durch Beweislastumkehr sollten Verdächtige den rechtmäßigen Erwerb nachweisen. Ohne Beweis sollten Vermögenswerte eingezogen werden. Das Gesetz kam nicht zustande. 2016 plante die Regierung erneut schärfere Maßnahmen. Ergebnis war der Gesetzentwurf von 2017. Das Gesetz trat am 1. Juli 2017 in Kraft, wurde aber kritisiert, da es nicht praktikabel sei, da anders als in Italien die Mitgliedschaft in der Mafia kein ausreichendes Indiz sei und es zu viele Schlupflöcher und umständliche Beweisverfahren enthalte.
Transparency international kritisierte in seiner Stellungnahme zum Gesetzentwurf, entgegen der Absichtserklärung im Koalitionsvertrag 2013 biete der Gesetzentwurf keine erkennbare Vereinfachung des Systems der Rechtsnormen zur Vermögensabschöpfung. Eine erfolgreiche Umsetzung der Reform sei außerdem mit einem Mehraufwand für Gerichte, Staatsanwaltschaften und Polizei verbunden.

„Daher bedarf es zugleich einer Verbesserung der Ermittlungsstrukturen bei Polizei, Staatsanwaltschaften und Gerichten. Transparency Deutschland fordert daher neben der Reform der strafrechtlichen Vermögensabschöpfung eine adäquate Ressourcenausstattung, damit das Gesetz nicht zum Papiertiger wird.“

Des Weiteren wird das Fehlen bundesweiter Statistiken bemängelt, Absprachen mit den Tätern sollten ausgeschlossen, Korruptionsdelikte eingeschlossen werden.

### Joint Investigative Teams
Bei Eurojust entwickelte man Joint Investigation Teams, die im Unterschied zu früheren Kooperationen ohne Vorgaben aus Italien ermitteln. Deutsche Staatsanwälte und deutsche Beamte arbeiten bei der Ermittlung mit italienischen, niederländischen Behörden und belgischen Behörden eng zusammen.

### Transparency International Deutschland
Transparency international Deutschland hat die Situation analysiert und Vorschläge zur Verbesserung der Bekämpfung der Mafia vorgelegt:
1. Stärkung der empirischen Grundlage der Geldwäschebekämpfung
2. Stärkung der Aufsicht
3. Abschaffung der Anonymität für Briefkastengesellschaften und den Finanzmarkt
4. effektive Strafverfolgung von komplexer Geldwäsche durch die Schaffung eines „Türöffner-Straftatbestands“ für den schweren Verstoß gegen die Pflichten des Geldwäschegesetzes, die Einrichtung von spezialisierten Behörden mit zusätzlichem Personal und einer bundesweiten Vernetzung und Koordination und die Stärkung der Vermögensabschöpfung durch zusätzliches Personal und eine gesetzliche Regelung für den Schutz der erweiterten Einziehung vor gerichtlichen Einschränkungen durch eine Fokussierung auf schwerwiegende Fälle, die keinen Nachweis der Vortat voraussetzt. Außerdem müsse die europäische und internationale Zusammenarbeit gestärkt werden, „insbesondere durch zusätzliche Ermittler für grenzüberschreitende Sachverhalte und internationale Strukturen für das Aufdecken von illegitimen Finanzflüssen.“

## Bekannte Mafiosi und Clans in Deutschland
- Mario „Mariuzzo“ Lavorato, Stuttgarter Gastwirt, geboren 1956 in Kalabrien, 1971 das erste Mal im Stuttgarter Raum, besaß eine Ferienanlage in Kalabrien und mehrere Restaurants rund um Stuttgart, wurde 2018 festgenommen, in Calabrien zu 10 Jahren Haft verurteilt.[97][98][99][100]
- Sebastiano „Bacetto“ G. soll eine zentrale Rolle im internationalen Kokainhandel gespielt haben.[101]
- Salvatore G. zog 2005 nach Deutschland, arbeitete zunächst in Erfurt, ab 2011 am Bodensee. Das Erfurter Restaurant spielte im Anti-Mafia-Verfahren Fido eine Rolle.[102]
- Farao-Marincola-Clan, Vertrieb von Wein und Pizzaprodukten[103][104]
  - Verbündete Clans: Clan Piromalli, Clan Mancuso, Clan Bellocco, Clan De Luca, Clan Sabatino.[105]
- Carelli-Clan, der Niederlassungen hauptsächlich in Deutschland hat. Er ist im Drogenhandel in Bochum und Münster aktiv und ist auch in Frankfurt, Berlin und München präsent.[106][107]
- Critelli-Clan, der in der Provinz Cosenza, in der Emilia-Romagna und auch in Deutschland aktiv ist. Mitglieder sind in Hagen und Stuttgart präsent. Sie sind mit den Cirò und Corigliano Calabro verbündet. Sie widmen sich der Erpressung, Schutzgelderhebung, Geldwäsche, Drogenhandel, Wucher und Mord. Die meisten Mitglieder sind aus Kalabrien nach Deutschland übersiedelt.[108]
- Nirta-Romeo-Pelle-Clan[109][110]
- Gallace-Novella-Clan, in Hessen und Bayern[111]
- Vallelunga-Clan, mit Gallace-Novella verbündet[112]
- Morabito-Clan
- Papaniciari, Francesco A.[113]
- Pino-Sena-Clan
- Ruga-Clan
- Grande-Aracri-Clan
  - Verbündete Clans: Clan Pelle, Clan Vrenna-Bonaventura, Clan Nicoscia, Clan Comberiati-Garofalo, Clan Policastro
- Giorgi, Spitzname „Boviciani“, aus San Luca. Mitglieder sollen Kokain aus Südamerika über die Niederlande, Belgien und den Hamburger Hafen nach Italien importierten haben.[114]
- Pelosi-Familie: Aktivität seit den 80er, Verbündet mit der ‘Ndrina Cataldo und Muto, aus Cetrato, Cosenza. Aktivität in: Ludwigsburg

## Ermittler in Deutschland
- Hauptkommissar Wolfgang Rahm vom Landeskriminalamt Baden-Württemberg. Rahm war besonders in der Operation Styx aktiv und wurde von italienischen Verfahrensbeteiligten als äußerst kompetent eingeschätzt. Er verfügte über jahrelange Erfahrung und ein weitreichendes Netzwerk an Kontakten zu Behörden in Italien. Er wurde nach dem Prozess gegen Mario Lavorato seiner Aufgabe entbunden und auf eine andere Stelle versetzt, wo er nicht mehr mit Mafia-Organisationen befasst war.[115]

## Operationen in Deutschland/Italien
- 2018: Operazione Stige/Operation Styx, geleitet von Nicola Gratteri, gegen den Farao-Marincola-Clan aus Cirò (Kalabrien).[116] Es gab 169 Festnahmen,155 in Italien, 14 in Deutschland.[117]
- Operation Fido: Großverfahren gegen die kalabrische Mafia in Thüringen, Anfang der 2000er-Jahre von der Staatsanwaltschaft Gera und der Staatsanwaltschaft Reggio Calabria geführt.[118]
- 2021: Operation Platinum.[119][120]
- 2023: Operation Eureka[121]
- 2023: Operation gegen Francesco A, Mitglied der Crimine[122]

## Zitat
In Germania possiamo fare tutto. (…) – Vincente Farao
... La Germania è una lavanderia – Luigi Muto

("In Deutschland können wir alles machen – Deutschland ist eine Wäscherei").

## Fernsehdokumentationen
- Operation Weiße Weste – Der Vormarsch der Mafia in Europa. arte, Deutschland 2015. Video auf YouTube (52:00 Min.).[127]
- Mafia-Kolonie Ostdeutschland. MDR 2021, Video auf YouTube (29:52 Min.).[128]
- Maria und die Mafia. Eine Kronzeugin packt aus. RTL 2017
- Vorsicht Mafia. Die Cosa Nostra in Deutschland. WDR 2017
- 'Ndrangheta Das blutige Business einer Mafia. ARTE 2007
- Die italienische Mafia in Deutschland – Gut getarnt und unterschätz. WDR (planet-wissen.de) 2022
- Mafia-Land. Die unglaubliche Geschichte des schwäbischen Pizzawirts Mario L., 12. April 2023